# Ассемани, Симон
Симон Ассемании (араб. سمعان السمعاني‎ — Симъан ас-Симъани, итал. Simone Assemani; 19 февраля 1752, Триполи, Османская империя (ныне — в Ливане) — 7 апреля 1821, Падуя) — итальянский востоковед арабского происхождения. Внучатый племянник Иосифа Симона Ассемани.
Обучался в Риме. В течение 20 лет был миссионером в Сирии. После возвращения в Италию в 1785 году стал профессором восточных языков в падуанской семинарии, а затем в Падуанском университете. Занимался изучением вопросов истории и культуры арабов.

## Научные труды
- «Историческое исследование о происхождении, религии, литературе и обычаях арабов в эпоху до Магомета»;
- «Каталог восточных рукописей Нанианской библиотеки»;
- «Museo cufico Naniano illustrato» — труд по нумизматике древнего Востока.